# اسماسيد
السماسيد قبيلة شمس الدين في موريتانيا والمعروفة محليا بأسماسيد هي قبيلة عربية من قبائل الزوايا الموريتانية يقال أن اصلهم أدارسة وبالتالي فهم أحفاد الحسن بن علي بن أبي طالب، وللقبيلة عدة فروع منها الفرع الموجود في مدينة أطار بولاية آدرار وهم من أبناء أحمد بن شمس الدين وفرع آخر موجود في مدينة أوجفت وهم من أبناء «الشيخ محمد فاضل الكبير» بن شمس الدين ومنهم فرع آخر موجود في الولايات الموريتانية الجنوبية ومنهم أسرة أهل «الشيخ محمد فاضل» المنتميه إلى قبيلة الأشياخ والتي تعود أصولها إلى علي بن الشيخ محمدفاضل بن شمس الدين ويوجد فرع آخر من القبيلة في مدينة أركيز التابعة لولاية أترارزه الموريتانية.
وكل فرع من القبيلة كان له زعمائه التقليديين، ففى مدينة أطار كانت الزعامة التقليدية لأسرة أهل عبيد ولأهل سيدى بابا وهم من أبناء أحمد بن شمس الدين، أما في مدينة أوجفت فكانت الزعامة التقليدية لأهل الحمد ثم لأسرة باها من أبناء الشيخ محمد فاضل بن شمس الدين وفي الولايات الجنوبية كانت الزعامة لأهل الشيخ محمد فاضل بن محمدالأمين (مامين).
أما جدهم حسب ماجاء في نعت البدايات للشيخ مالعينين وفي المتون شمس الدين الثاني بن ملاي ادريس)أبوبزول (بن إبراهيم بن محمد شمس الدين بن يحيى الكبير الملقب «قلقم» بن سيدي محمد بن سيدي عثمان بن أبي بكر بن سيدي يحيى بن عبد الرحمان بن أران بن أتلان بن اجملان بن إبراهيم بن مسعود بن عيسى بن عثمان بن إسماعيل بن عبد الوهاب بن يوسف بن عمر بن يحيى بن عبد الله بن أحمد بن يحيى بن القاسم بن إدريس بن إدريس بن عبد الله الكامل بن الحسن المثنى بن الحسن السبط بن علي وابن فاطمة بنت رسول الله صلى الله عليه وسلم
أما تاريخهم، فبعد سقوط دولة الأدارسة في المغرب وأسر آخر أمرائها الحسن الحجام على يد ملوك الطوائف في الأندلس سكن فرع من أبناء القاسم بن إدريس في أخواله لمتونه وأخذ يترحل معهم جنوب المغرب ممتهناً التعليم الديني، قبل الاستقرار في موريتانيا.
من أشهر أبناء القبيلة معاوية ولد سيدي أحمد الطايع الذي حكم الجمهورية الموريتانية بين 1984 و2005.